# Општина Албешти (Ботошани)
Албешти (рум. Albeşti) општина је у Румунији у округу Ботошани.
Oпштина се налази на надморској висини од 123 m.